# Refleks
Refleks is een Nederlandse korfbalvereniging uit Rijswijk (Zuid-Holland).

## Geschiedenis
KV Refleks is de enige korfbalvereniging van Rijswijk. Refleks bestaat pas sinds 1995 en is voortgekomen uit de fusie tussen de verenigingen KVR (Korfbal Vereniging Rijswijk) en ODS (Ontwikkeling Door Sport). Met het samengaan van de twee, relatief kleine, verenigingen ontstond een bredere basis waar vanuit een goede opbouw binnen de vereniging tot de mogelijkheden ging behoren.